# ملادن کاشچلان
ملادن کاشچلان (انگلیسی: Mladen Kašćelan؛ زادهٔ ۱۳ فوریهٔ ۱۹۸۳) بازیکن فوتبال اهل مونته‌نگرو است.
از باشگاه‌هایی که در آن بازی کرده است می‌توان به باشگاه فوتبال بروسیا دورتموند ۲، باشگاه فوتبال لودوگورتس رازگراد، باشگاه فوتبال بئوگراد، باشگاه فوتبال یاگلونیا بیاویستوک، باشگاه فوتبال توسنو، باشگاه فوتبال کارلسروهه، باشگاه فوتبال کارپاتی لویو، باشگاه فوتبال وژدوواتس، و باشگاه فوتبال آرسنال تولا اشاره کرد.
وی همچنین در تیم ملی فوتبال مونته‌نگرو بازی کرده است.